# 浜田三郎
浜田 三郎（はまだ さぶろう、1892年12月21日 - 1973年11月10日）は、日本の彫刻家。

## 経歴
北海道函館市出身。1918年（大正7年）に東京美術学校（現在の東京芸術大学）彫刻科本科塑造部を卒業した。1926年（大正15年）の第7回帝展に「母」が初入選した。1927年（昭和2年）に斎藤素巌らの構造社に参加した。1932年にロサンゼルスオリンピックの芸術競技の造形種目に参加した。
1944年（昭和19年）から神奈川県湘南中学、1950年（昭和25年）から茅ケ崎高校で教鞭をとった。
1964年（昭和39年）に「楽人」で日展の菊華賞を受賞し、1966年（昭和41年）に日展会員となった。